# Midnight Memories (chanson)
Singles de One Direction
Story of My Life
(2013) You & I
(2014)
Clip vidéo
[vidéo] « Midnight Memories », sur YouTube
Midnight Memories est une chanson du boys band britannique One Direction extraite de leur troisième album studio, sorti (au Royaume-Uni) le 25 novembre 2013 et intitulé aussi Midnight Memories.
La chanson est sortie sur iTunes le 20 novembre 2013, cinq jours avant la sortie de l'album, mais n'a été publié en single officiel que le 9 mars 2014. C'était le troisième single tiré de cet album.
La chanson a débuté à la 49e place du hit-parade britannique pour la semaine du 1 au 7 décembre 2013. Il sort du classement et rentre deux fois avant d'attendre sa meilleure position (39e) dans la semaine du 16 au 22 mars.
Aux États-Unis, elle a atteint la 12e place du Hot 100 de Billboard (dans la semaine du 7 décembre 2013).